# 大吻電鰻科
大吻電鰻科為輻鰭魚綱電鰻目的一科。

## 分類
大吻電鰻科下分3個屬，如下：

### 裸吻電鰻屬（Gymnorhamphichthys）
- 博加氏裸吻電鰻（Gymnorhamphichthys bogardusi）
- 布賴特氏裸吻電鰻（Gymnorhamphichthys britskii）
- 南美裸吻電鰻（Gymnorhamphichthys hypostomus）
- 皮特裸吻電鰻（Gymnorhamphichthys petiti）
- 朗登氏裸吻電鰻（Gymnorhamphichthys rondoni）
- 尼格羅河裸吻電鰻（Gymnorhamphichthys rosamariae）

### 艾拉電鰻屬（Iracema）
- 巴西艾拉電鰻（Iracema caiana）

### 大吻電鰻屬（Rhamphichthys）
- 南美大吻電鰻（Rhamphichthys apurensis）
- 大西洋大吻電鰻（Rhamphichthys atlanticus）
- 鐮狀大吻電鰻（Rhamphichthys drepanium）
- 哈恩氏大吻電鰻（Rhamphichthys hahni）
- 線紋大吻電鰻（Rhamphichthys lineatus）
- 長身大吻電鰻（Rhamphichthys longior ）
- 雲斑大吻電鰻（Rhamphichthys marmoratus）
- 豹斑大吻電鰻（Rhamphichthys pantherinus）
- 大吻電鰻（Rhamphichthys rostratus）